# PC 제작 시뮬레이터
PC 제작 시뮬레이터(PC Building Simulator, PC 빌딩 시뮬레이터)는 디 이레귤러 코퍼레이션(The Irregular Corporation)과 루마니아의 인디 개발자 클라우디우 키스(Claudiu Kiss)가 제작한 시뮬레이션-전략 비디오 게임이다. 이 게임은 주로 게이밍 지향 컴퓨터에 맞추어 PC를 조립하고 유지보수하는 워크숍을 소유하고 운영하는데 초점을 두고 있다.
이 게임은 키스가 독립적으로 개발하다가 2017년에 인디 배급사 디 이레귤러 코퍼레이션이 받아들였다. 처음에 2018년 3월 스팀을 통해 앞서 해보기용으로 출시되었다. 이 게임은 마이크로소프트 윈도우 운영 체제와 호환되며 OpenGL 프로그래밍 인터페이스를 활용한다.
PC 제작 시뮬레이터는 다양한 표준 브랜드의 실제 부품을 사용한다.
PC 제작 시뮬레이터의 후속작 PC 제작 시뮬레이터 2는 2022년 10월 12일에 에픽게임즈 스토어를 통해 출시되었다.